# Prince de Réthy
Prince ou princesse de Réthy (en néerlandais : Prins van Retie) est un titre dynastique non officiel attribué à un membre de la famille royale belge. Le titre fait référence à la commune anversoise de Réthy. En néerlandais, le nom de la commune est Retie.
En 1853, le premier roi des Belges, Léopold Ier, y acheta une propriété. Le nom de « prince de Réthy » ou de « Monsieur de Réthy » fut employé souvent par les monarques belges voulant garder l'incognito lors de déplacements ou d'activités privés, depuis Albert Ier jusqu'à Baudouin, en passant par Leopold III.
Lilian Baels fut nommée princesse de Réthy de façon non officielle; Le roi Léopold III de Belgique, son mari, lui avait décerné ce titre durant la Seconde Guerre mondiale. Il était supposé qu'une fois la guerre terminée, il officialiserait l'attribution du titre, mais cela ne s'est jamais produit. Ce titre resta cependant dans l'usage pour la désigner.